# Ланцевська кам'яна могила
Ланцевська кам'яна могила — комплексна пам'ятка природи місцевого значення. Об'єкт розташований на території Більмацького району Запорізької області, на захід від села Ланцеве.
Площа — 2 га, статус отриманий у 1984 році.